# Турик
Турик (слч. Turík) насељено је мјесто са административним статусом сеоске општине (слч. obec) у округу Ружомберок, у Жилинском крају, Словачка Република.

## Становништво
| Година:    | 1994. | 2004.   | 2014.   | 2024.    |
| ---------- | ----- | ------- | ------- | -------- |
| Број људи: | 204   | 218     | 232     | 300      |
| Разлика:   |       | +6,86 % | +6,42 % | +29,31 % |

| Година:    | 2023. | 2024.   |
| ---------- | ----- | ------- |
| Број људи: | 304   | 300     |
| Разлика:   |       | -1,31 % |

Према подацима о броју становника из 2011. године насеље је имало 226 становника.